# Oxira tarda
Oxira tarda là một loài bướm đêm trong họ Noctuidae.